# Huile pour transformateur
L'huile pour transformateur est une « huile isolante pour transformateurs et appareillages électriques semblables pour lesquels une stabilité à l'oxydation normale est requise,. »
Elle sert également à imprégner l'isolation papier de ces composants,.
Il s'agissait traditionnellement d'huile minérale hautement raffinée. Les huiles minérales correctement recyclées ou régénérées sont maintenant acceptées par les dernières normes internationales.
L'huile est un bon conducteur thermique, et sa circulation au travers de radiateurs permet d'évacuer la chaleur produite par les bobines et le circuit magnétique du transformateur. Elle permet aussi l'isolation diélectrique des enroulements entre eux.
De ce fait, elle doit posséder un haut niveau d'isolation diélectrique et un point d'éclair élevé pour permettre une exploitation en toute sécurité.
Les huiles minérales pour transformateurs ont naturellement un point éclair relativement bas. Pour cette raison, elles ont été partiellement remplacées par les polychlorobiphényles (PCB) entre les années 1930 et 1970. Toutefois, à cause de la pollution qu'ils peuvent engendrer, les PCB ont été interdits.
D’autres types d’huiles isolantes pour transformateurs à haut point de feu ont été développées, comme les huiles de silicone, les esters synthétiques et les huiles végétales. Ces nouveaux fluides permettent d’éviter les feux de transformateurs électriques.
Les esters synthétiques et les huiles végétales sont de surcroit biodégradables. Ces produits sont utilisés pour réduire les risques d’incendie des transformateurs et également pour leur biodégradabilité et leur meilleur bilan environnemental. Historiquement employés dans les transformateurs de distribution et de traction,, ils se développent aujourd’hui dans tous les types de transformateurs, y compris les transformateurs de puissance et les traversées.
L'huile perd de ses propriétés diélectriques avec le vieillissement, qui est avant tout causé par l'oxydation et l'hydrolyse, deux phénomènes qui s'accélèrent avec la température,.

## Huile minérale

### Composition

#### Généralités
Les huiles minérales pour transformateur sont principalement composées de quatre familles d'hydrocarbures : les paraffines, les naphtènes, les aromatiques et les alcènes.
La paraffine a le défaut de geler rapidement et d'empêcher l'exploitation des transformateurs par grands froids. Si le taux de paraffine est en dessous de 50 %, on parle d'« huile naphténique », s'il se trouve entre 50 et 56 % d'« huile intermédiaire », au-delà d'« huile paraffinique ».
Les aromatiques ont un effet sur le vieillissement de l'huile à double tranchant : à cause de l'effet qu'ils ont sur l'oxygène en présence de lumière ils dégradent l'huile, d'un autre côté leur production de phénols permet de détruire les radicaux libres sources de vieillissement. Ils stockent le dihydrogène émis par les décharges partielles. Ils sont donc peu présents dans les huiles utilisées dans les transformateurs très sujets au vieillissement, ils sont par contre laissés dans les condensateurs et les traversées isolées.
Les alcènes accélèrent également la dégradation de l'huile et sont donc éliminés. Par ailleurs le soufre qui peut être présent dans l'huile doit être enlevé. Il est en effet fortement corrosif.
Les furanes, à savoir le 2-Furfural, doivent également être absents.
Pour limiter le vieillissement des additifs antioxydants sont ajoutés à l'huile, on parle alors d'huile inhibée, dans le cas contraire d'huile non inhibée,.
Ces additifs disparaissent avec le temps, il convient donc de les renouveler.

#### Humidité
Une huile minérale pour transformateur se doit d'être particulièrement sèche. La présence d'eau fait décroître de manière drastique la rigidité diélectrique de l'huile minérale. Le cas échéant une pompe avec mécanisme de filtration peut être équipée sur l'appareil pour réduire cette valeur.

#### Impureté
L'isolation papier du transformateur se décompose avec le temps dans l'huile. Ces fibres font décroître la rigidité diélectrique de l'huile.

#### Huile à base de gaz liquéfié
En 2013, Shell annonce être capable de produire de l'huile synthétique isoparaffinique depuis l'usine de Pearl GTL. L'huile ainsi produite contient très peu de soufre et d'aromatique. Shell revendique que cette huile se dégrade moins vite avec le temps qu'une huile raffinée  tout en conservant les mêmes propriétés de conductivité thermique et de fluidité,.

### Propriétés

#### Viscosité

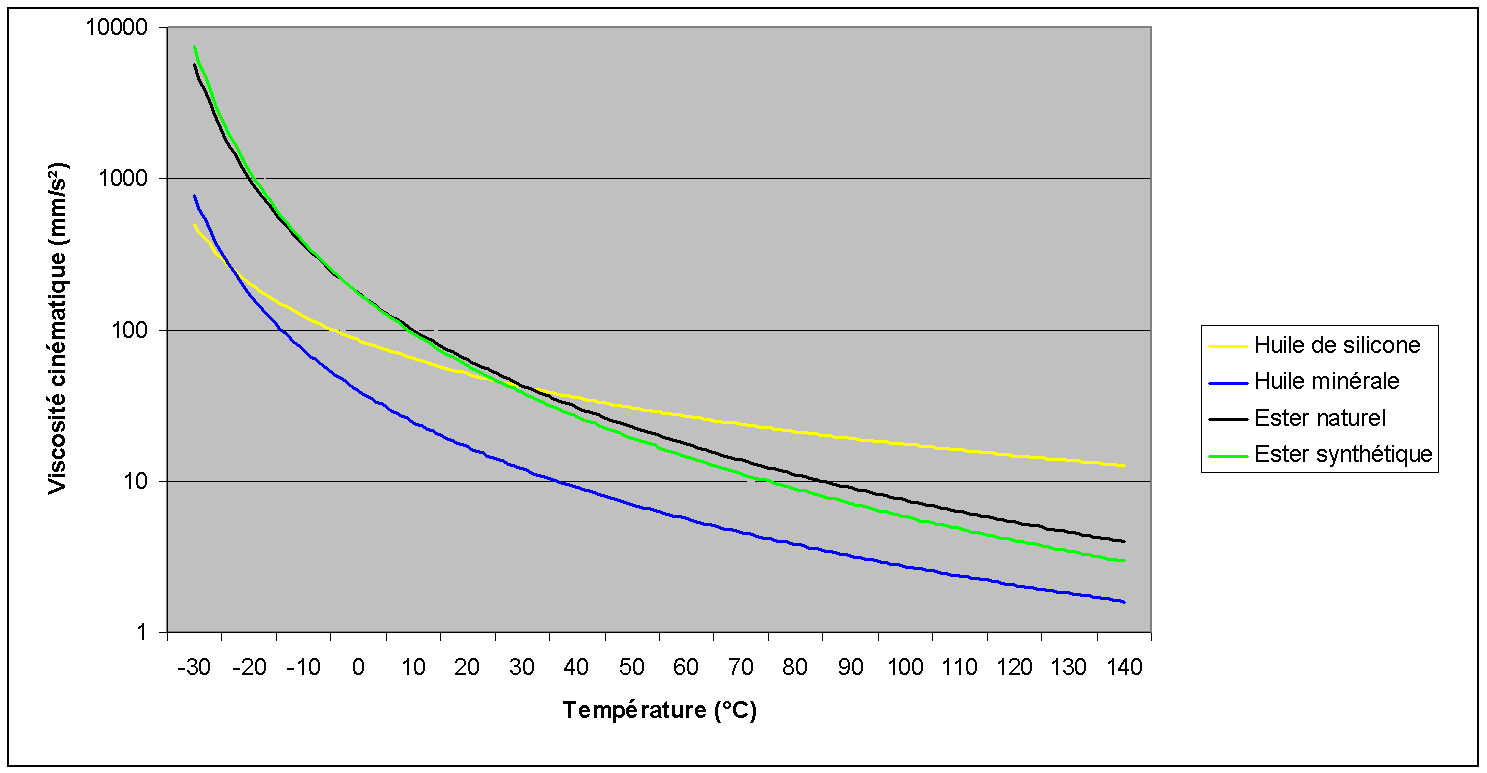
Allure de la viscosité cinématique des différents types d'huiles pour transformateur,,,,.

La viscosité influe sur le transfert de chaleur, et par conséquent la montée en température de l'appareil.
La viscosité est aussi importante pour le démarrage à froid des transformateurs. Pour une huile minérale, la viscosité ne doit pas être supérieure à 1 800 mm2/s à -40°C . En plus de la viscosité, d'autres paramètres influencent la « température minimale de démarrage en puissance » d'un transformateur (LCSET- Lowest Cold Start Energizing Temperature), tels que le point d'écoulement du fluide et la rigidité diélectrique du fluide à basse température (en effet, la présence d'eau libre dans le transformateur entraîne un risque important de défaut électrique).
La faible viscosité de l'huile minérale est un avantage pour la dissipation de la chaleur par rapport aux huiles de silicone ou à base d'esters.

#### Rigidité diélectrique
La rigidité diélectrique doit atteindre des valeurs de 70 kV/2,5 mm,. Cette valeur de 280 kV/cm est à mettre en relation avec les 24,4 kV/cm de l'air sous condition normale. La « tension de claquage » est une mesure de sa capacité à résister à une tension électrique dans un appareil.

#### Acidité et stabilité à l'oxydation
Si l'huile pour transformateur n'est pas stable à l'oxydation (action de l'oxygène sur l'huile), des boues et de l'acidité se forme. Les décharges partielles et de forts champs électriques amplifient le phénomène.

#### Point d'éclair
Le point d'éclair de l'huile pour transformateur doit être élevé, supérieur à 135 °C pour des raisons de sécurité,. Un dépassement de cette température peut conduire à des incendies voire à des explosions qui peuvent endommager gravement les installations environnantes.

#### Vieillissement
Le vieillissement de l'huile minérale est principalement dû à son oxydation elle-même causée par la présence d'oxygène et d'humidité dans l'huile. La réaction est également très dépendante de la température à partir de 60 °C sa vitesse double toutes les augmentations de 8 à 10 °C.
Les effets de l'oxydation, sont une augmentation du facteur de perte électrique  ({\displaystyle tan\delta }), de la viscosité, de l'acidité, de la corrosivité et de la teneur en eau de l'huile. Sur le plan visuel, l'huile oxydée est plus trouble que l'huile neuve.
Le second facteur de vieillissement est l'augmentation de la teneur en eau qui dégrade les propriétés diélectriques de l'huile minérale. La solubilité de cette dernière augmente avec la température. Les décharges partielles sont une dernière cause de vieillissement par les gaz qu'elles dégagent dans l'huile qui détériorent ses propriétés diélectriques.
Pour lutter contre le vieillissement, des pompes munies de systèmes d'assèchement et de dégazage de l'huile ainsi que d'un filtre peuvent être utilisées.

#### Coût
Le prix de l’huile minérale dépend du prix du pétrole. Historiquement, elle est moins chère que ses alternatives, ce qui fait qu’elle est encore beaucoup utilisée, malgré ses inconvénients: produit dangereux en cas d’aspiration, polluant, non biodégradable et plus facilement inflammable que ses alternatives.

### Désignation
Pour référencer les huiles minérales, on utilise un code. La première lettre désigne l'inhibition de l'huile, le U sert pour les huiles non inhibées, le T pour celles faiblement inhibées et le I pour celles inhibées.
La « température minimale de démarrage en puissance » suit.

### Pollution

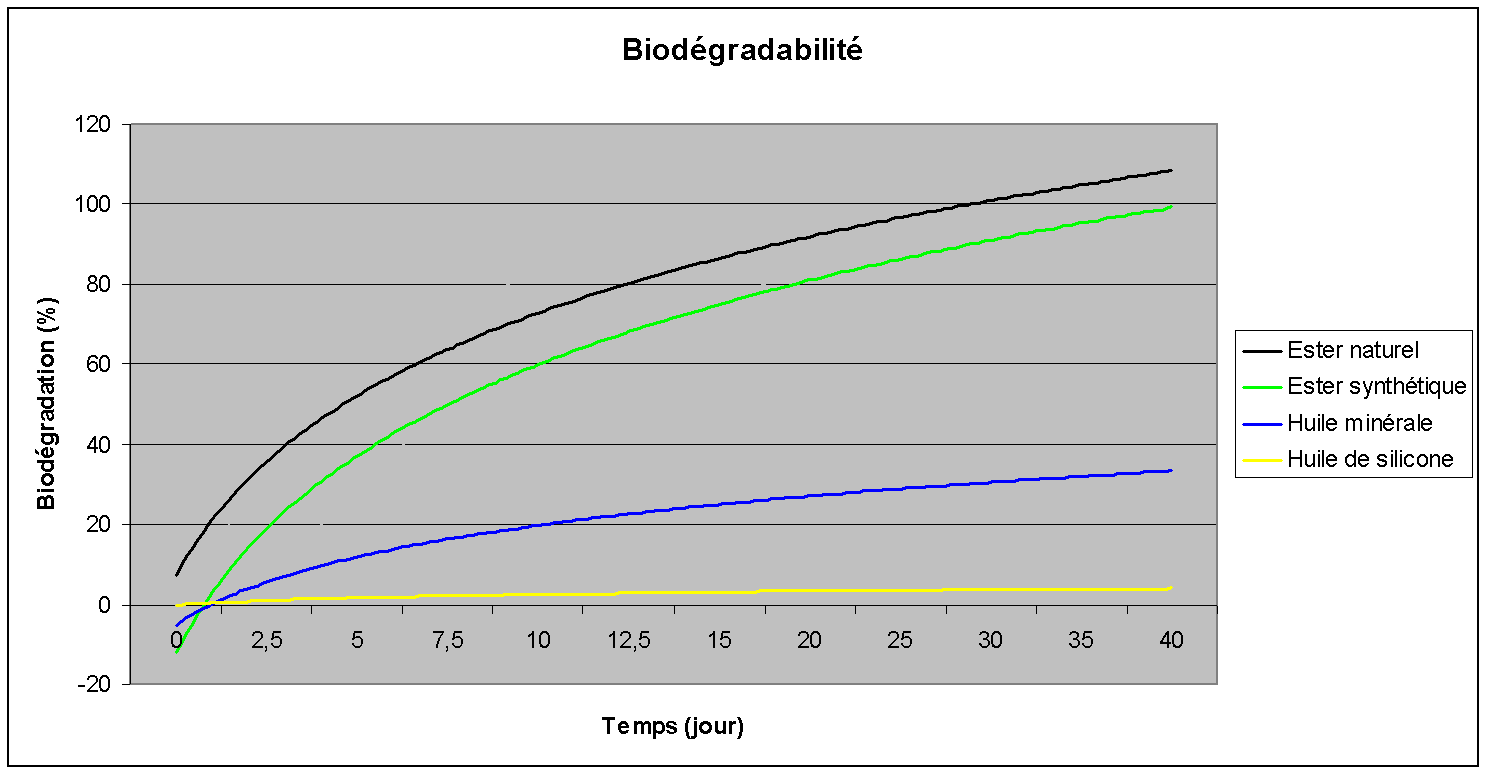
Allure de la biodégradation des différents types d'huiles,.

Les transformateurs contiennent jusqu'à plus de cent tonnes d'huile. Les huiles minérales ne sont pas biodégradables, des fuites peuvent donc entraîner des dégâts sur l'environnement en général et la nappe phréatique en particulier.

### Tests de qualité

#### Tension de claquage
La mesure de la tension de claquage de l'huile consiste à placer dans l'huile à tester deux électrodes de bronze ou d'acier de forme demi-elliptiques (diamètre 36 mm de largeur et 26 mm sur la profondeur) normalisées à une distance de 2,5 mm l'une de l'autre. Elles doivent être propres et ne pas comporter de cratères dus à de précédentes mesures.
La tension est ensuite augmentée à vitesse constante de 2 kV/s jusqu'à l'apparition d'une décharge électrique. La tension atteinte est la tension de claquage. À cause du caractère aléatoire du phénomène provoquant la décharge électrique, la mesure doit être reproduite plusieurs fois (6 dans la norme), en respectant des pauses entre chaque mesure afin de permettre la dissipation des gaz formés lors de la décharge.
La dispersion est due aux impuretés, dont la présence ne peut être contrôlée. Cet aspect statistique amène à utiliser les transformateurs à des contraintes électriques toujours très inférieures à la rigidité moyenne pour avoir un coefficient de sécurité élevé.
L'étude des phénomènes liés à la tension de claquage de l'huile est assez complexe, de nombreux paramètres entrant en jeu. De plus la grande incertitude statistique rend toute conclusion définitive toujours sujette à caution.

#### Mesure de l'humidité

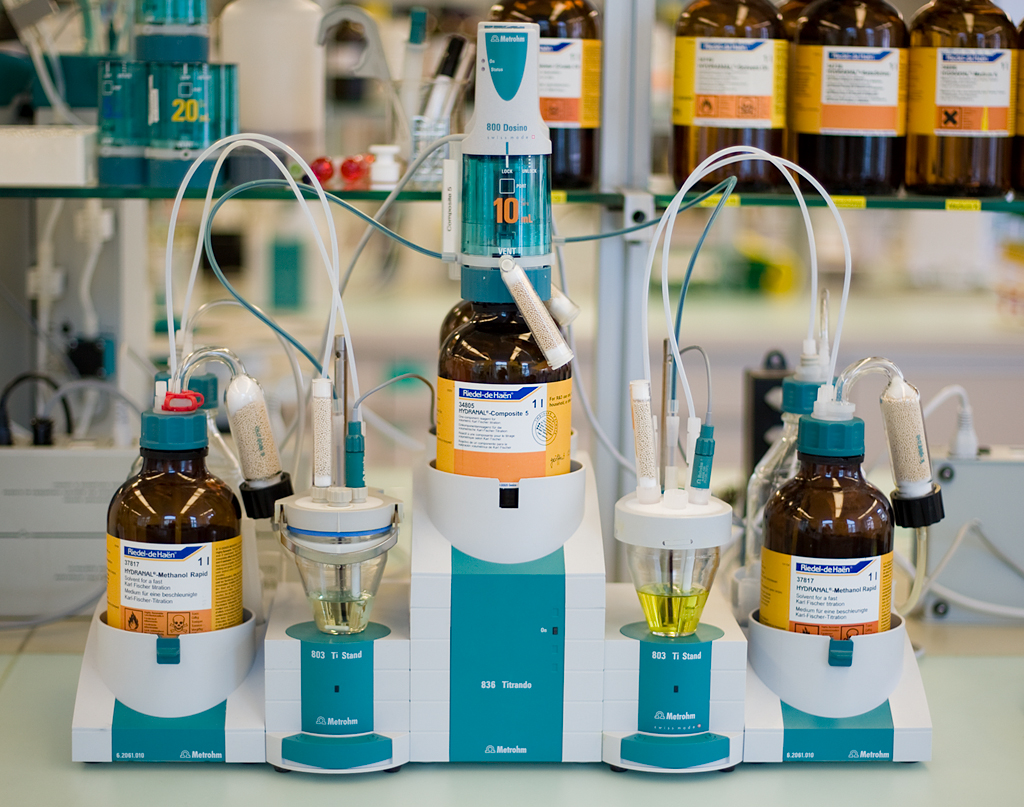
Matériel pour réaliser une titration Karl Fischer.

Pour mesurer l'humidité présente dans l'huile, on utilise habituellement le procédé de titration Karl Fisher.

#### Mesure de l'acidité
Pour mesurer l'oxydation de l'huile, on mesure son pH. Pour cela la méthode traditionnelle consiste à mesurer la quantité de potasse alcoolique (KOHalc) à ajouter dans l'huile pour la neutraliser. Une méthode plus récente, basée sur un titrage potentiométrique est également utilisée.

#### Mesure du soufre potentiellement corrosif
La présence de molécules soufrées dans les huiles isolantes minérales peut entraîner la corrosion des matériaux métalliques, allant dans certains cas jusqu'à la défaillance du transformateur. Pour éviter ce phénomène, les dernières versions de la norme CEI 60296 comprennent des mesures du soufre potentiellement corrosif contenu dans les huiles minérales (méthode ASTM D 1275 B ou méthode IEC 62535)  et des mesures de certaines molécules soufrées particulièrement agressives pour les métaux (mesure de la teneur en disulfure de dibenzyle DBDS par la méthode CEI 62697-1)
Ce phénomène de soufre corrosif ne se produit pas avec les huiles à base de gaz liquéfié, ni avec les huiles de silicone, les esters synthétiques ou les huiles végétales.

#### Autres
- On peut mesurer le facteur de perte électrique ({\displaystyle \tan \delta }) grâce à un montage en pont[51].
- À noter que l'analyse des gaz dissous ne renseigne pas sur l'état de l'huile mais plutôt de celui du transformateur[12].

### Toxicité
Au sein de l'Union Européenne, la réglementation REACH s'applique afin de protéger la santé des citoyens et l'environnement. Les huiles minérales isolantes sont des hydrocarbures de faible viscosité cinématique (inférieure à 12 centistokes à 40 °C). Elles sont considérées par la réglementation (CE) 1907/2006 REACH comme dangereuses pour la santé en cas d'aspiration.
Elles doivent donc être signalées par le pictogramme de danger:  SGH 08 danger pour la santé
et porter la mention de danger: H304 Peut être mortel en cas d'ingestion et de pénétration dans les voies respiratoires.
Les huiles esters végétales et synthétiques et les huiles silicones ne sont pas considérées comme dangereuses par la réglementation REACH.

## Huile de silicone
Une huile de silicone est constituée de siloxane polymérisé associé à des chaînes organiques. Les composants sont donc de la forme (…Si-O-Si-O-Si…), alors que pour l'huile minérale c'est (…C-C-C-C…).
Un exemple typique est le polydiméthylsiloxane (PDMS) de formule (H3C)[Si(CH3)2O]nSi(CH3)3,. On peut faire un parallèle avec les alcanes pour les hydrocarbures.
Les huiles de silicone ont une très bonne stabilité chimique, ce qui veut dire une bonne résistance au vieillissement. De plus, les huiles de silicone ont un point de flamme presque deux fois plus élevé que les huiles minérales, de l'ordre de 300 °C au lieu de 150 °C, ce qui réduit le risque d'explosion des transformateurs de puissances. Leur viscosité est également faible à basse température. Au niveau des désavantages, il semblerait que les huiles de silicones n'assurent pas le même niveau d'isolation diélectrique que les huiles minérales pour de grands volumes. La viscosité à haute température est supérieure à celle des autres huiles. Le coût des huiles de silicone est également nettement supérieur à celui de l'huile minérale (d'un facteur environ 8),. Le manque de retour d'expérience joue également en leurs défaveurs.
Une huile de silicone se dilate également plus sous l'effet de la température que l'huile minérale. Elles sont certes inertes, mais difficilement biodégradables.

## Huile ester synthétique
Les esters synthétiques, aussi appelés esters de pentaérythritol ou esters organiques, sont des alternatives aux huiles minérales qui peuvent passer les tests de biodégradabilité immédiate,. Les esters de pentaérythritol sont les esters synthétiques les plus communément utilisés dans les transformateurs. Ils peuvent absorber beaucoup plus d'eau que les huiles minérales, sans que cela ait d'effet important sur leur rigidité diélectrique. Cette capacité à absorber l'eau peut permettre de préserver les papiers isolants des transformateurs et de ralentir leur vieillissement.
Les esters synthétiques ont une bonne rigidité diélectrique et un point de feu deux fois plus élevé que celui des huiles minérales. Ils sont également plus chers que les huiles minérales et n'ont été introduits qu'au début des années 80.

## Huile végétale ou ester naturel

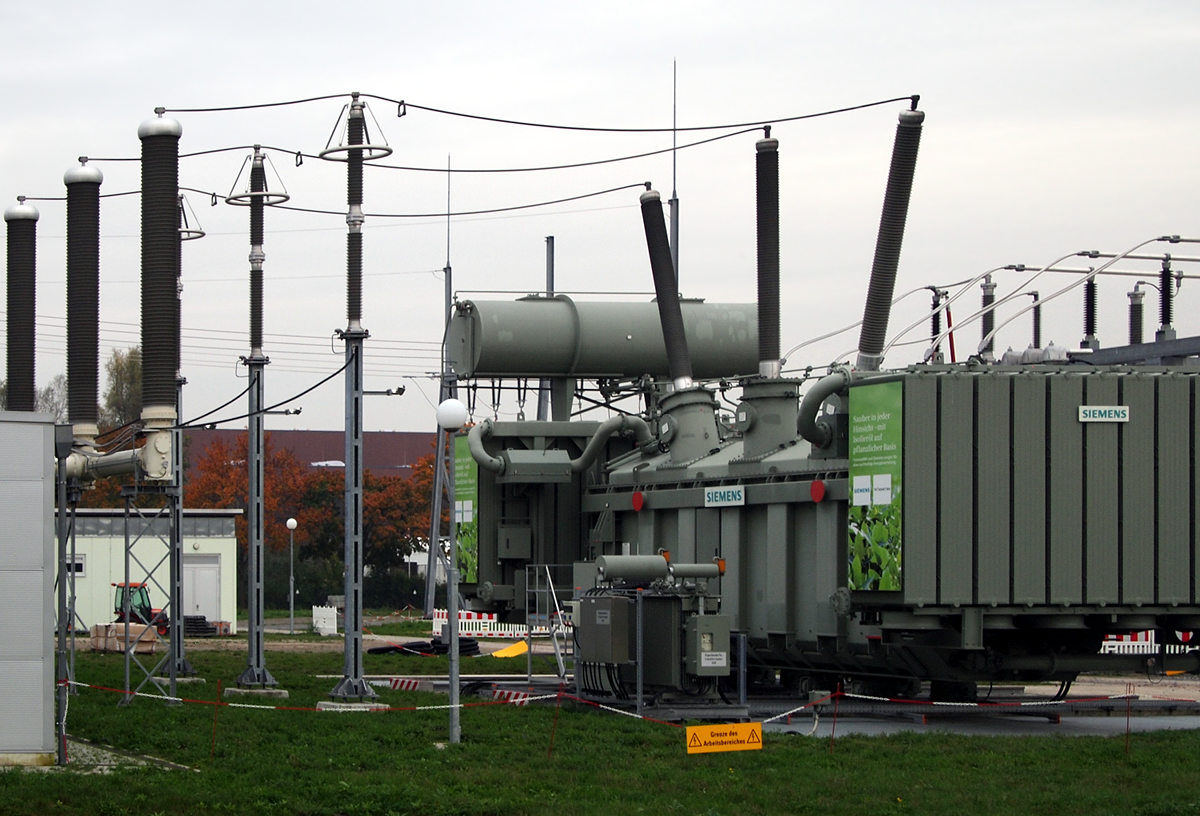
Un transformateur de 420 kV isolé avec de l'huile végétale

Les esters naturels utilisés dans les transformateurs sont constitués de triglycérides (R-COO-R') obtenus à partir d'huile de soja, de colza ou de tournesol. Ils ont été utilisés depuis le début des années 90, particulièrement pour leur haute résistance au feu et leur biodégradabilité. Leurs caractéristiques techniques sont  définies par des normes internationales CEI et ASTM,.
De même que les esters synthétiques, ils peuvent absorber beaucoup plus d'eau que les huiles minérales, sans que cela ait un effet notable sur leur rigidité diélectrique.

### Propriétés

#### Viscosité
Leur viscosité dépend du type d'huile végétale utilisée, mais les fluides le plus fréquents, basés sur de l'huile de soja, ont une viscosité à température ambiante similaire à celle d'un ester synthétique.

#### Sécurité incendie
Les huiles isolantes végétales ont un point de feu très élevé (supérieur à 300°C), ce qui leur permet d'être classées K : fluides difficilement inflammables. De même que les esters synthétiques, ces produits sont utilisés pour éviter les risques d'incendie, par exemple dans les tunnels, les transformateurs de trains, ou certaines installations industrielles. Ils réduisent également le besoin en équipement de protection anti-incendie dans les sous-stations de transformateurs.

#### Biodégradabilité et non-toxicité
Les huiles isolantes végétales sont des produits bio-sourcés, facilement biodégradables et non toxiques. Elles sont recommandées dans certains pays lorsqu'il y a un risque de contact accidentel avec la nappe phréatique.

#### Développement durable
L'évaluation du cycle de vie de l'huile végétale pour transformateur indique un impact environnemental très inférieur à celui d'une huile minérale.

#### Point d'écoulement
Les huiles végétales pour transformateurs ont généralement un point d'écoulement plus élevé que les huiles minérales (entre -20 et -32°C selon les produits).

#### Système d'isolation huile/papier
La structure chimique des huiles isolantes végétales leur donne une grande capacité à absorber l'eau, à la différence des huiles minérales. Cette propriété leur permet d'assécher les papiers isolants des transformateurs, et d'allonger leur durée de vie.

#### Résistance à l'oxydation
Les huiles isolantes végétales ont moins tendance à générer des boues et des dépôts lorsqu'elles vieillissent, ce qui est un avantage par rapport aux huiles minérales. Elles sont sensibles à l'excès d'oxygène : pour éviter leur dégradation à long terme, elles doivent uniquement être utilisées dans des transformateurs hermétiques.

## Fabricants
Pour les huiles minérales, Nynas, Ergon et Shell sont des fabricants importants.
Pour les esters synthétiques, les marques les plus répandues sont M&I materials (Midel 7131), Cargill (Envirotemp 200 et plus récemment 360), Nyco (Nycodiel) et d'autres.
Pour les huiles de silicones, on peut citer Dow Corning (Xiameter 561).
Pour les huiles végétales, le fluide Cargill FR3 est le plus répandu,,, suivi par le fluide Biotemp de ABB.

## Normes applicables
- CEI 60296 (Edition 5.0), Fluides pour applications électrotechniques - Huiles minérales isolantes pour matériel électrique, version 2020.
- CEI 60156, Détermination de la tension de claquage à fréquence industrielle - Méthode d'essai, version 1995
- ASTM D3487, Standard Specification for Mineral Insulating Oil Used in Electrical Apparatus, version 2009
- ASTM D5222, Standard Specification for High Fire-Point Mineral Electrical Insulating Oils, version 2008
- ASTM D2225, Standard Test Methods for Silicone Fluids Used for Electrical Insulation, version 2004
- CEI 62770 (Edition 1.0), Fluides pour applications électrotechniques - Esters naturels neufs pour transformateurs et matériels électriques analogues, version 2013
- ASTM D 6871, Standard Specification for Natural (Vegetable Oil) Ester Fluids Used in Electrical Apparatus ,version 2017
- CEI 60975 (Edition 1.0)- Esters naturels- Lignes directrices pour la maintenance et l'utilisation dans les matériels électriques, version 2021
- ASTM D1275B, Standard Test Method for Corrosive Sulfur In Electrical Insulating Oil, version 2006
- CEI 62535, Liquides isolants, Méthode d'essai pour la détection de soufre potentiellement corrosif dans les huiles usagées et neuves, version 2008
- CEI 62697-1, Méthode d'essai pour la détermination quantitative pour la détection des composés de soufre corrosif dans les liquides isolants usagés et neufs, version 2012
- Réglementation (CE) n° 1907/2006 du 18/12/2006 concernant l'enregistrement, l'évaluation et l'autorisation des substances chimiques, ainsi que les restrictions applicables à ces substances (REACH) instituant une agence européenne des produits chimiques
- Réglementation (CE) n°1272/2008 du 16/12/2008 relatif à la classification, à l'étiquetage et à l'emballage des substances et des mélanges